# Василиј Перов
Василиј Григоревич Перов (рус. Васи́лий Григо́рьевич Перо́в; 2. јануар 1834 – 10. јун 1882) био је руски сликар, кључна личност руског реализма и један од оснивача Передвижника.

## Живот и каријера
Перов је рођен 2. јануара 1834. (21. децембра 1833. по старом стилу) у Тоболску, Тоболска губернија, Руско царство, као Василиј Григоревич Васиљев (Василиј Григорьевич Васильев). Перов је био ванбрачни син локалног прокуратора барона, барона Грегора Густава Фридриха фон Круденера, који је припадао немачкој и балтичкој немачкој племићкој породици, која је припадала Ураделу, и Акулине Иванове, рођене Тоболска. Иако су се родитељи венчали убрзо након његовог рођења, није било законског начина да наследи очево име и баронску титулу, па је он уписан под презименом свог кума — Васиљев. Касније је променио презиме у Перов — надимак који му је дао учитељ који га је као дете научио калиграфији.
Након завршеног курса у Арзамаском округу, Перов је пребачен у уметничку школу Александра Ступина која се такође налазила у Арзамасу. Године 1853. Перов је примљен у Московску школу за сликарство, вајање и архитектуру у Москви, где је учио од неколико реномираних уметника. Године 1856. Перов је награђен малом сребрном медаљом, урученом од стране Империјалне академије уметности за скицу дечакове главе. Касније му је Академија доделила многе друге награде: 1857. велику сребрну медаљу за Истражног комесара сеоске полиције, мању златну медаљу за Сцену на гробу 1861. велику златну медаљу за Беседу на селу.
Перов је преминуо 10. јуна (29. маја ОС) 1882. године у селу Кузминки, садашњи округ Кузминки у Москви) од туберкулозе, а сахрањен је на Донском гробљу.

## Галерија
- Аутопортрет (1851)
- Аутопортрет (1870)
- Парис Рагман (1864)
- Александар Островски (1871)
- Фјодор Достојевски (1872)
- Старац (1868)
- Сцена на железници (1868)
- Ловац на птице (1870)
- Деца која спавају (1870)
- Ускршња поворка
- Гувернанта стиже у кућу трговца
- Пугачовљева пресуда (1879)
- Никита Пустосвиат. Спор о исповедању вере (1881)
- Испијање чаја у Митишчију, близу Москве.